# Världsmästerskapet i utomhushandboll för herrar 1948
Världsmästerskapet i utomhushandboll för herrar 1948 vara andra världsmästerskapet. Slutspel spelades i Paris i Frankrike den 3 till 6 juni 1948. Sverige vann turneringen före Danmark och Schweiz. Fyra lag deltog i slutspelet, men före turneringen spelade man kvalmatcher.  Sverige slog Finland på Bosön med 26–0 i kvalet. Sedan slog man Polen i Kristianstad med 19–4.
I slutspelet vann Sverige mot Schweiz i Paris med 8–4. Sedan fick man fick möta Danmark i finalen. Svenskarna vann med 11–4 den 6 juni, på Svenska Flaggans dag. Turneringen  spelades med elvamannalag utomhus på stor plan.
Den egentliga turneringen omfattade därvid bara semifinaler, bronsmatch och final. Tre av slutspelsmatcherna spelades i Paris medan semifinalen mellan Frankrike och Danmark spelades i Saarbrücken Den inledande omgången och mellanrundan spelades som enkelmatcher där ett av lagen hade hemmaplan.Sverige blev världsmästare och vann alla sina matcher.
12 länder deltog i mästerskapet, alla från Europa: Belgien, Danmark, Finland, Frankrike, Luxemburg, Nederländerna, Österrike, Polen, Portugal, Sverige, Schweiz och Ungern. VM spelades utan tyskt lag för att efter kriget fanns inget tyskt handbollsförbund inom IHF och alltså inget förbund som kunde anmäla ett tyskt lag för deltagande. Turnningen spelade helt en cup principer med rena utslagsmatcher.
Världsmästarna från Sverige spelade med samma spelare i alla fyra matcherna utom i en match. Man använde alltså bara 12 spelare varav 10 spelade alla matcher  och i de tre första matcherna spelade samma lag. I finalen ersatte Ewert Sjunnesson sin klubbkamrat Stockenberg. Skyttekung blev svensken  Sten Åkerstedt med 21 mål före sin landsman Juthage som stod för 15 mål.

## Inledande omgång
I den inledande omgången blev det fyra matcher, där förlorararna var utslagna, medan vinnarna (Sverige, Nederländerna, Frankrike och Österrike) gick vidare till mellanrundan:
| Sverige – Finland                    | 26-0 | i Bosön Stockholmsförort |
| Belgien – Nederländerna              | 4-12 | i Eupen Belgien          |
| Frankrike – Storbritannien Luxemburg | 16-5 | i Fougères Frankrike     |
| Österrike – Ungern                   | 4-2  | i Graz Östrrike          |

## Mellanrundan
De fyra vinnarna i den inledande omgången spelade mot fyra seedade lag i kvartsfinalen:
| Sverige – Polen         | 19-4  | i Kristianstad |
| Nederländerna – Danmark | 5-15  | i Amsterdam    |
| Österrike – Schweiz     | 10-12 | i Linz         |
| Frankrike – Portugal    | 6-3   | i Niort        |

## Semifinaler
| Sverige – Schweiz   | 8-4  | i Paris       |
| Danmark – Frankrike | 17-4 | i Saarbrücken |

## Finalmatcher
| Bronsmatch Schweiz – Frankrike | 21-4 | i Paris |
| Final Sverige – Danmark        | 11-4 | i Paris |

## Slutställning
| Guld   | Sverige   |
| Silver | Danmark   |
| Brons  | Schweiz   |
| Fyra   | Frankrike |

## Svenska truppen i VM 1948
| Namn                  | Klubb            | Sverige–Finland 26–0  | Sverige–Polen 19–4    | Sverige–Schweiz 8–4   | Sverige–Danmark 11–4  |
| --------------------- | ---------------- | --------------------- | --------------------- | --------------------- | --------------------- |
| Spelare               |                  | Medverkan – Antal mål | Medverkan – Antal mål | Medverkan – Antal mål | Medverkan – Antal mål |
| Hans Regnell (mv)     | Göta Stockholm   | X                     | X                     | X                     | X                     |
| Valter Larsson        | Redbergslids IK  | X – 1 mål             | X – 1 mål             | X                     | X                     |
| Sven-Olof Schönberger | SoIK Hellas      | X – 2 mål             | X                     | X                     | X                     |
| Bertil Rönndahl       | IFK Kristianstad | X                     | X – 2 mål             | X                     | X                     |
| Gösta Swerin          | Redbergslids IK  | X                     | X                     | X                     | X                     |
| Erik Ek               | IFK Lidingö      | X                     | X                     | X – 2 mål             | X                     |
| Ewert Sjunnesson      | IFK Kristianstad |                       |                       |                       | X – 2 mål             |
| Sten Åkerstedt        | Redbergslids IK  | X – 8 mål             | X – 6 mål             | X – 3 mål             | X – 4 mål             |
| Olle Juthage          | Redbergslids IK  | X – 7 mål             | X – 5 mål             | X – 1 mål             | X – 2 mål             |
| Lars-Erik Olsson      | Redbergslids IK  | X – 2 mål             | X – 1 mål             | X – 1 mål             | X – 2 mål             |
| Åke Moberg            | IFK Kristianstad | X – 2 mål             | X – 3 mål             | X – 1 mål             | X – 1 mål             |
| Carl-Erik Stockenberg | IFK Kristianstad | X – 4 mål             | X – 1 mål             | X                     |                       |